# Semomesia marisa
Semomesia marisa is een vlindersoort uit de familie van de prachtvlinders (Riodinidae), onderfamilie Riodininae.
Semomesia marisa werd in 1858 beschreven door Hewitson.